# ليوناردو كوتا
ليوناردو كوتا هو سياسي أمريكي، ولد في 1816، وتوفي في 1887.